# Kirke Hørup
Kirke Hørup (deutsch Hörup-Kirche) ist ein Ort mit 250 Einwohnern (1. Januar 2023) in der süddänischen Sønderborg Kommune und liegt im Hørup Sogn. Kirke Hørup liegt (Luftlinie) ca. 1 km nördlich von Høruphav, 3 km südlich von Augustenborg und 4 km östlich von Sønderborg auf der Ostseeinsel Als.

## Sehenswürdigkeiten
Hørup Kirke befindet sich im Zentrum von Kirke Hørup.

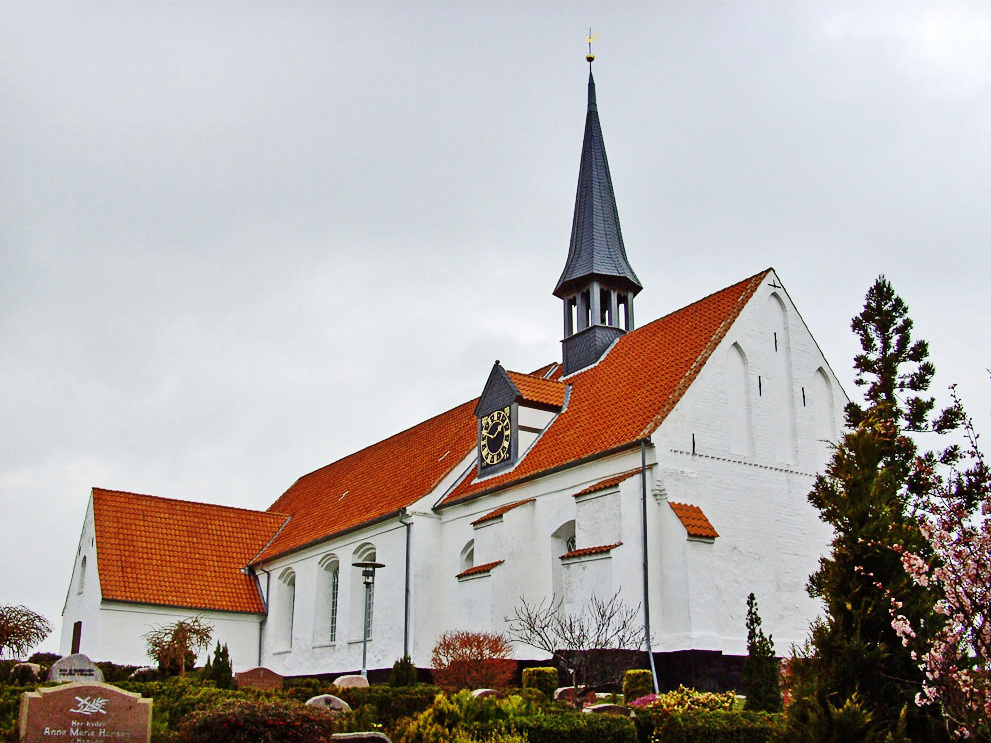
Hørup Kirke
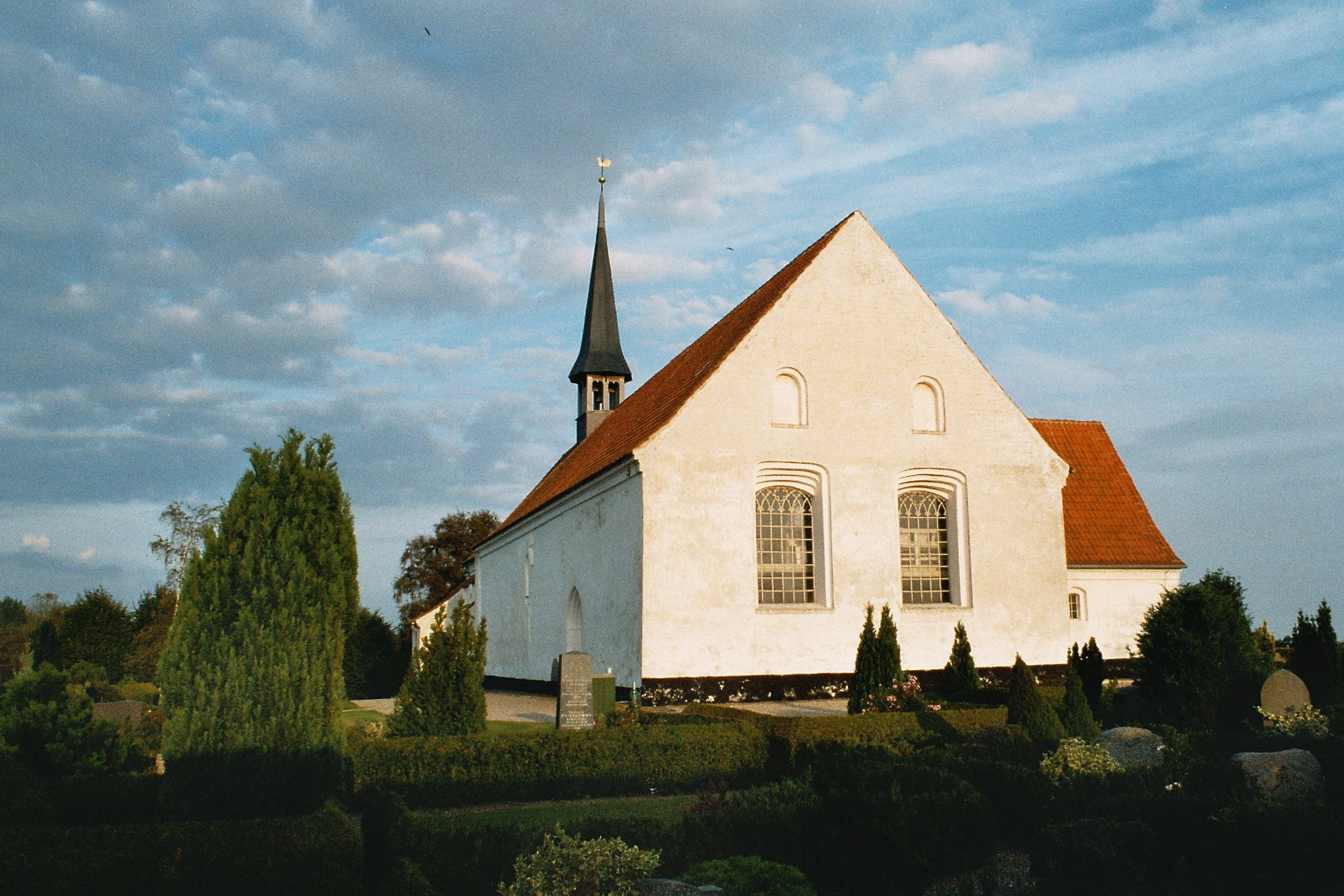